# Ortsteilbürgermeister
Als Ortsteilbürgermeister werden in Teilen Deutschlands und Österreichs die Vorsteher mancher Gemeindeteile bezeichnet.

## Ortsteilbürgermeister in Deutschland

### Thüringen
Als Ortsteilbürgermeister wird in Thüringen der Vorsteher eines Ortsteils einer Kommune bezeichnet, für welche eine Ortsteilverfassung besteht. Gemäß § 45 der Thüringer Kommunalordnung ist der Ortsteilbürgermeister Vorsitzender des Ortsteilrates, also des gewählten Gremiums für die Ortschaft und für die Dauer der Amtszeit Ehrenbeamter der erfüllenden Gemeinde. Der Ortsteilbürgermeister hat das Recht, beratend an allen die Belange des Ortsteils betreffenden Sitzungen des Gemeinderats und der Ausschüsse teilzunehmen und entsprechende Anträge zu stellen. Die Amtsperioden laufen in der Regel parallel zu denen der erfüllenden Kommune. Bei Landgemeinden in Thüringen mit einer Ortschaftsverfassung wird ein Ortschaftsbürgermeister gewählt (§ 45a Thüringer Kommunalordnung).
Die vergleichbare Amtsbezeichnung in anderen Bundesländern lautet Ortsvorsteher oder Ortsbürgermeister. Bis zur Novellierung der Thüringer Kommunalordnung 2008 lauteten auch in Thüringen die entsprechenden Bezeichnungen Ortsbürgermeister bzw. Ortschaftsrat.

### Außerhalb Thüringens
Der Begriff Ortsteilbürgermeister findet auch in anderen deutschen Bundesländern gelegentlich Anwendung, so beispielsweise in Detmold, ohne dass dies in den entsprechenden Kommunalordnungen geregelt ist.

## Ortsteilbürgermeister in Österreich
Im Zuge der Gemeindestrukturreform in der Steiermark, die zahlreiche Gemeindezusammenlegungen zu Beginn 2015 vorsah, wurde die Funktion eines Ortsteilbürgermeisters für aus aufgelösten Gemeinden bestehenden Gemeindeteilen eingeführt. In den anderen Bundesländern übt eine ähnliche Funktion der Ortsvorsteher aus.